# Mathias Käki Jørgensen
Mathias Käki Jørgensen (født 8. august 1994 i Frederikshavn) er en dansk skuespiller. Han medvirker i serien Norskov, hvor han her spiller den unge ishockeyspiller, Oliver Bondesen og i serien Sommerdahl, hvor han spiller politibetjenten Benjamin Vestergård.
Han deltog i Vild med dans i 2016, hvor han dansede med Mille Funk. De endte på en femteplads. De er efter programmet blevet kærester.
Mathias Jørgensen har tidligere spillet ishockey for Frederikshavn White Hawks i 1. division.